# George C. Scott

George Scott

George C. Scott (n. 18 octombrie 1927, Wise⁠(d), Virginia, SUA – d. 22 septembrie 1999, Westlake Village⁠(d), California, SUA) a fost un actor american de teatru și film, regizor și producător. Fost star al Broadway-ului, el este renumit și în industria filmografică pentru roluri din filme ca Patton, Dr. Strangelove sau A Christmas Carol (Colind de Crăciun).

## Filmografie
- 1970 Patton - Premiul Oscar pentru cel mai bun actor în rol principal
- 1972 Rond de noapte (The New Centurions), regia Richard Fleischer
- 1973 Ziua delfinului (The Day of the Dolphin), regia Mike Nichols
- 1973 Aurul negru din Oklahoma (Oklahoma Crude), regia Stanley Kramer
- 1975 Hindenburg	(The Hindenburg), regia Robert Wise
- 1977 Insule în derivă (Islands in the Stream), regia Franklin J. Schaffner
- 1984 Colind de Crăciun (A Christmas Carol), regia Clive Donner
- 1984 Declanșatorul (Firestarter), regia Mark L. Lester
- 1986 Ultimele zile ale lui Patton (The Last Days of Patton), regia Delbert Mann
- 1996 Titanic (film TV)

## Vezi și
- Oscar 1971
- Listă de filme străine până în 1989